# مايك كول
مايك كول (بالإنجليزية: Mike Cole)‏ هو سياسي أمريكي، ولد في 1971. حزبياً، نشط في الحزب الجمهوري. وقد انتخب عضو جمعية ولاية نيويورك.